# Bellingcat
Bellingcat is een burger-onderzoeksjournalistieknetwerk dat is opgericht door de Britse blogger Eliot Higgins en staat ingeschreven als stichting in Nederland. Het netwerk is gespecialiseerd in factchecken en het uitvoeren van Open Source Intelligence (OSINT). Het maakt daarbij onder andere gebruik van online bronnen, zoals sociale media en open data. Het onderzoekt internationale conflicten en werd bekend door berichtgeving over de Syrische Burgeroorlog, de oorlog in Oost-Oekraïne, de vliegramp met de MH17, de vergiftiging van Sergej en Joelia Skripal en later van Aleksej Navalny. Daarnaast publiceert het handleidingen over de gebruikte werkmethoden om anderen aan te sporen hetzelfde te doen.
In september 2022 werkten ongeveer 30 onderzoekers fulltime voor Bellingcat.

## Geschiedenis
Eliot Higgins' belangstelling voor open-source-inlichtingen begon in 2011 toen hij bedacht dat het mogelijk zou kunnen zijn om de authenticiteit en details omtrent video-opnames te kunnen bevestigen met behulp van satellietbeelden.

### Blog "Brown Moses" en de Syrische Burgeroorlog
Eliot Higgins begon het blog "Brown Moses" in maart 2012 en plaatste hier later zijn onderzoek naar internetfilmpjes van de Syrische Burgeroorlog. Hij lokaliseerde de plaats van honderden opnames en bestudeerde details over de gebruikte wapens. Hierdoor toonde hij bewijs dat er chemische wapens – vaten met chlorine – werden gebruikt tegen burgers door het Syrische regime. Hoewel er uit de video's niet opgemaakt kon worden wat er precies in de vaten zat, schreef Higgins dat de verwondingen die zichtbaar waren overeenkomen met die van chemische wonden. Later, in 2016, zou Bellingcat een artikel publiceren dat bewijs toont dat er clusterbommen ingezet werden.

### Kickstartercampagne
Op 1 juli 2014 startte Higgins een kickstartercampagne om met behulp van particuliere donaties het platform Bellingcat op te richten. Twee weken later, op 14 juli 2014, ging een eerste versie van het platform online. Gedurende de gehele kickstartercampagne werd in totaal ₤ 50.891 aan donaties verworven. De naam van het netwerk verwijst naar de zegswijze Belling the Cat, de kat de bel aanbinden.

### Vlucht MH17
Enkele dagen na het starten van het platform Bellingcat werd op 17 juli 2014 Malaysia Airlines-vlucht 17 (MH17) neergeschoten. Het passagiersvliegtuig was onderweg vanaf Schiphol naar Kuala Lumpur en vloog boven oost-Oekraïne toen het werd neergeschoten. Hierbij kwamen alle 283 passagiers en 15 bemanningsleden te overlijden. In een persconferentie benoemde Rusland dat het Oekraïense leger het vliegtuig heeft neergeschoten en presenteerde daarbij radardata en satellietbeelden. Bellingcat bewees later dat deze beelden kunstmatig opgesteld waren en bestonden uit beelden die openbaar op het internet vindbaar waren. Daarbij waren zelfs fouten gemaakt.
In de dagen en weken die volgden kwamen op sociale media steeds meer stukken informatie beschikbaar in de vorm van video's en foto's op onder andere Instagram en YouTube. Bellingcat's team verzamelde deze beelden, plotte deze op een tijdlijn waarbij het de locatie en het tijdstip van alle beelden uitzocht en verifieerde. Hierdoor kon gereconstrueerd worden dat een boek-raket in beweging was nabij de Oekraïense grens. Transport van de raket was zelfs zichtbaar op satellietbeelden van Google. Om te bevestigen dat deze beelden van verschillende bronnen over hetzelfde voertuig gingen werden allerlei unieke details vergeleken, zoals bijvoorbeeld krassen, viezigheid, nummerborden en vormen. Om tijdstippen en geolocaties vast te stellen werden details als schaduwen, wolken, landschappen en het weer gebruikt. Verder wist Bellingcat vast te stellen vanwaar de raket was afgevuurd. Dit werd gedaan door te kijken naar foto's en satellietbeelden van rookwolken en verschroeid gras, wat veroorzaakt kan zijn door een raketlancering. Tijdens het onderzoek gebruikte Bellingcat ook vaak gegevens en resultaten van onderzoeken van diverse nieuwsmedia, waarbij het wel conclusies zelf opnieuw controleerde en bevestigde.  

In het uitgebreide open onderzoek concludeerde Bellingcat dan ook op 8 oktober 2015 dat een Boek-raket van de 53e brigade nabij Koersk in Rusland vanaf Donetsk naar Snizjne is getransporteerd op een trailer. Daar was de raket uitgeladen en zelf doorgereden naar een open veld ten zuiden van Snizjne, waar het rond 16:20 een luchtdoelraket lanceerde die MH17 geraakt heeft terwijl dit vliegtuig boven Oekraïne vloog. De volgende morgen, op 18 juli 2014, is het raketsysteem vanaf Luhansk naar Rusland gereden. 

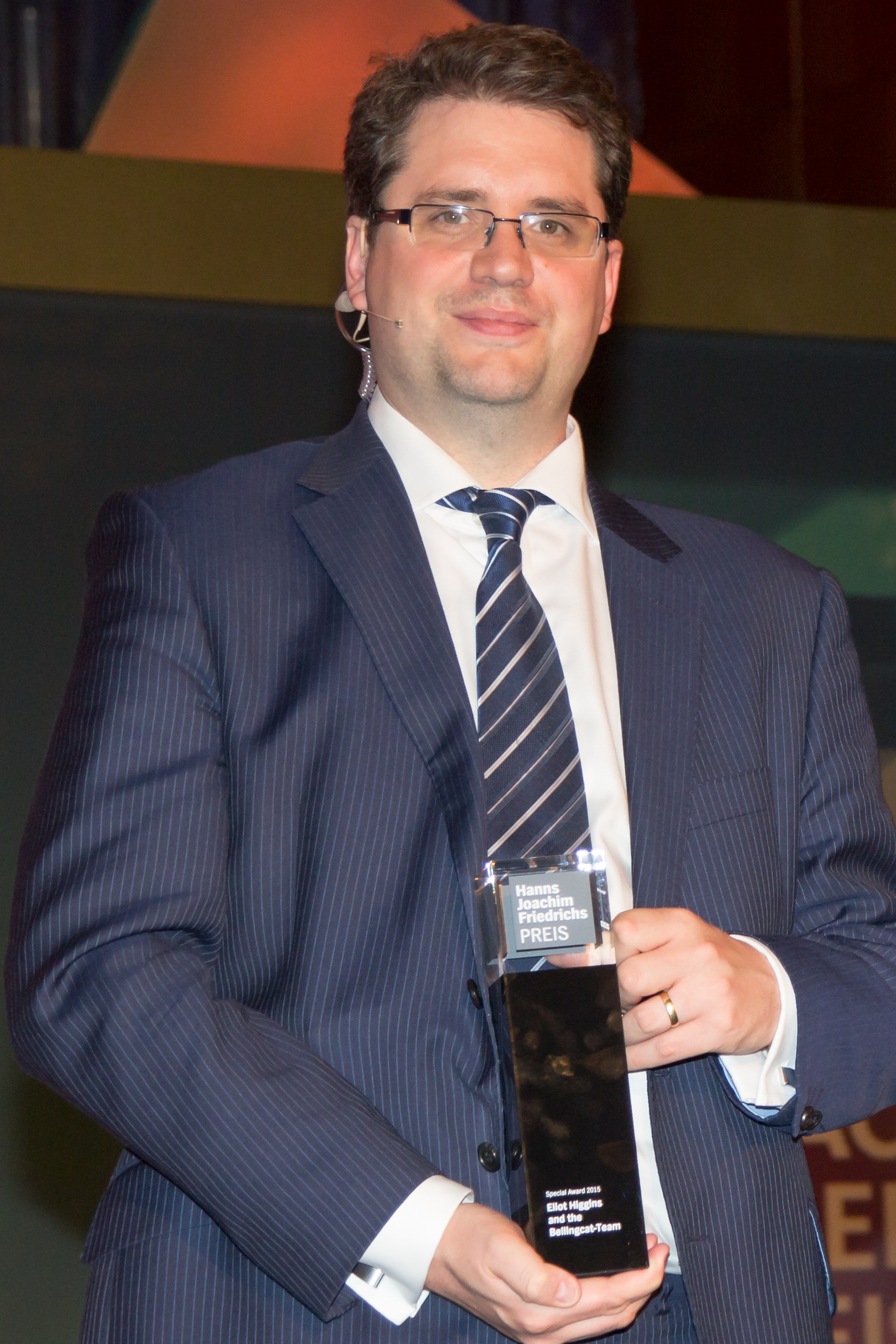
Eliot Higgins neemt de Hanns-Joachim-Friedrichs-Preis in ontvangst

## Prijzen
- In 2015 wonnen Eliot Higgins en Bellingcat de Duitse Hanns-Joachim-Friedrichs-Preis voor uitzonderlijke journalistieke prestaties.[17]
- In 2017 won de Bellingcat-journalist Christiaan Triebert de Innovation Award van de European Press Prize voor een reconstructie van de staatsgreeppoging in Turkije in 2016.[18]
- In 2018 werd de "Goldene Nica" van de Prix Ars Electronica uitgereikt aan Bellingcat.[19]
- In 2019 wonnen Christo Grozev en zijn team de "Investigative Reporting Award" van de European Press Prize.[20]
- In 2019 ontvingen Bellingcat en Newsy de Scripps Howard Award voor innovatie in onderzoeksjournalistiek.[21]
- In 2019 ontving Bellingcat de London Press Club prijs voor digitale journalist van het jaar.[22]
- In 2019 won Bellingcat met een podcast over MH17 de Political Studies Association prijs voor "Politieke Podcast van het Jaar".[23]
- In 2020 ontving Bellingcat de Machiavelliprijs 2019.[24]
- In 2020 won Bellingcat brons voor de Audio and Radio Industry Award voor beste feitelijke series en zilver voor de beste onafhandelijke podcast over MH17.[25]
- in 2023 kreeg de film "Navalny" een Oscar voor beste documentaire op basis van de informatie van de Bulgaarse Bellingcat-journalist Christo Grozev[26]
- In 2024 ontving Bellingcat de Four Freedoms Award in de categorie Vrijheid van meningsuiting.[27]

## Documentaire
In 2018 is de documentaire Bellingcat: Truth in a Post-Truth World uitgebracht. In deze documentaire vertellen Eliot Higgins en anderen over hun persoonlijke leven en hun werk bij Bellingcat. Verder wordt hierin onder andere gekeken naar het werk dat Bellingcat heeft uitgevoerd voor het onderzoek naar de vergiftiging van de Skripals en MH17. De documentaire is uitgezonden op NPO2 en heeft de International Emmy Award voor documentaires gewonnen in 2019.